# Liste der Stadtteile in der Stadt Luxemburg

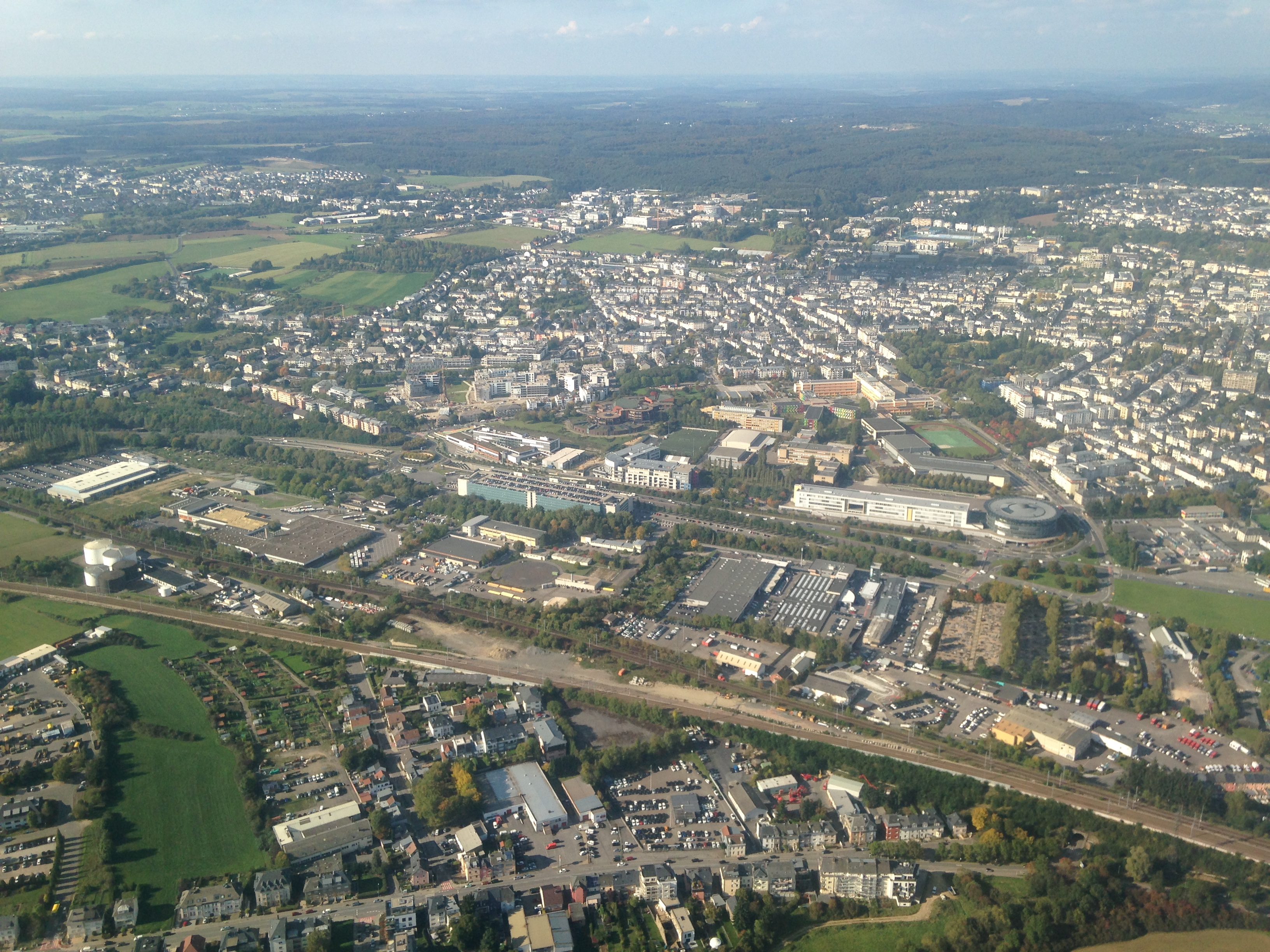
Zessingen, Hollerich, Merl und Belair

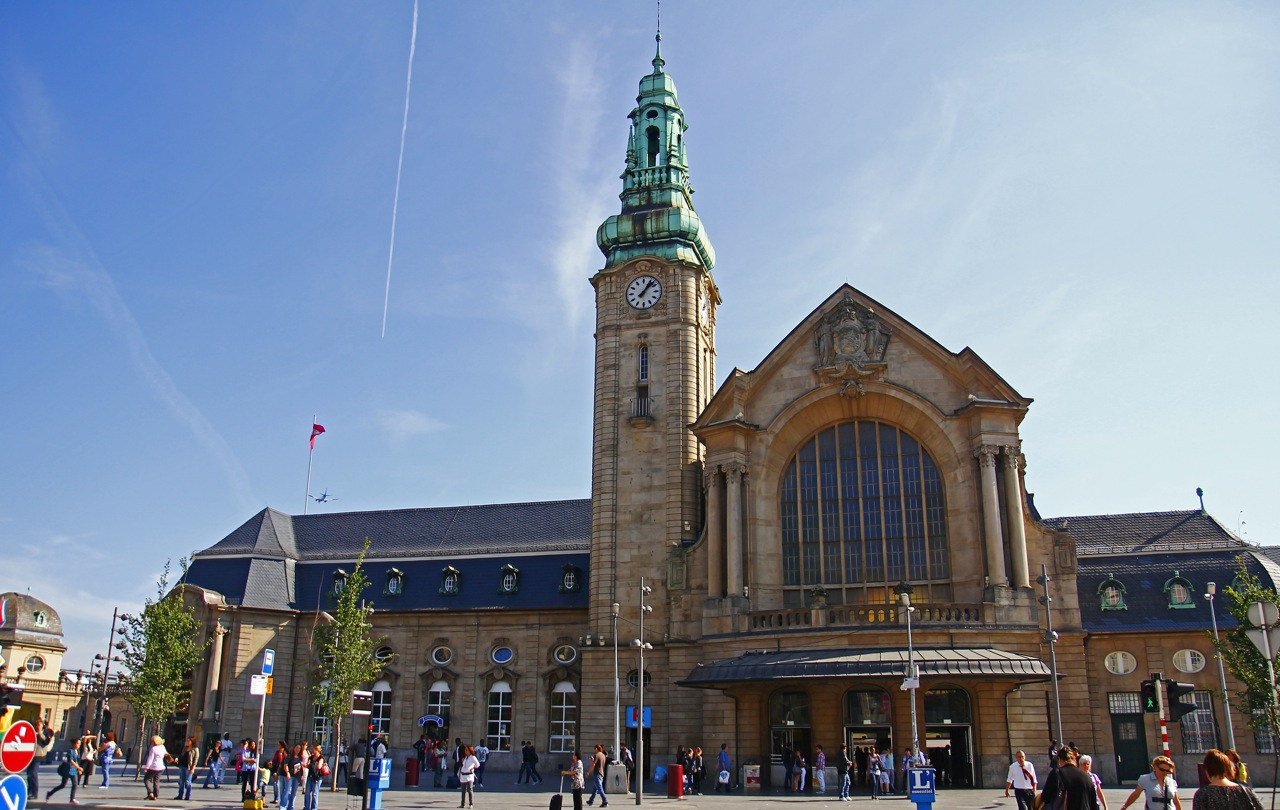
Gare (Bahnhof)

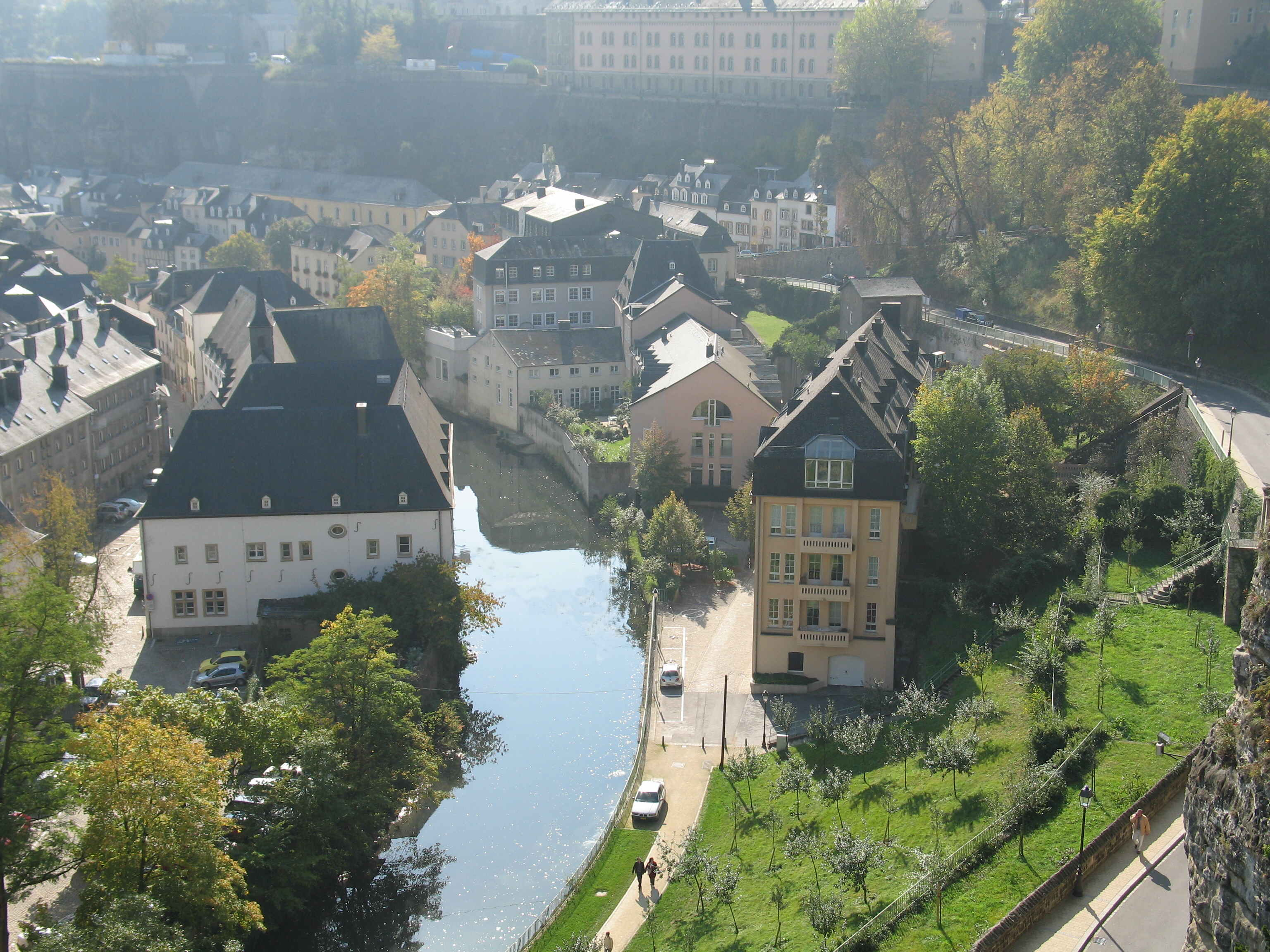
Grund

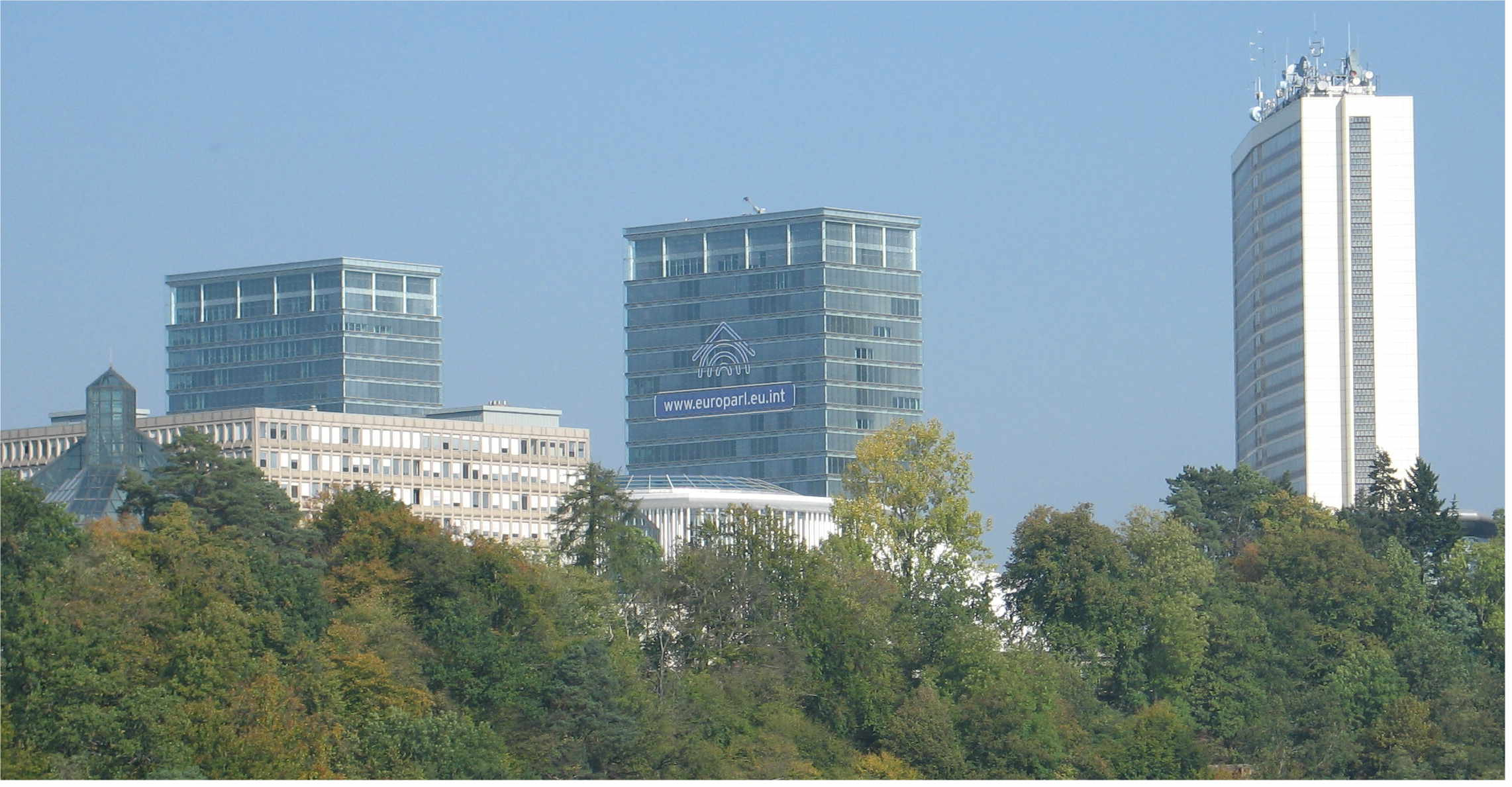
Kirchberg

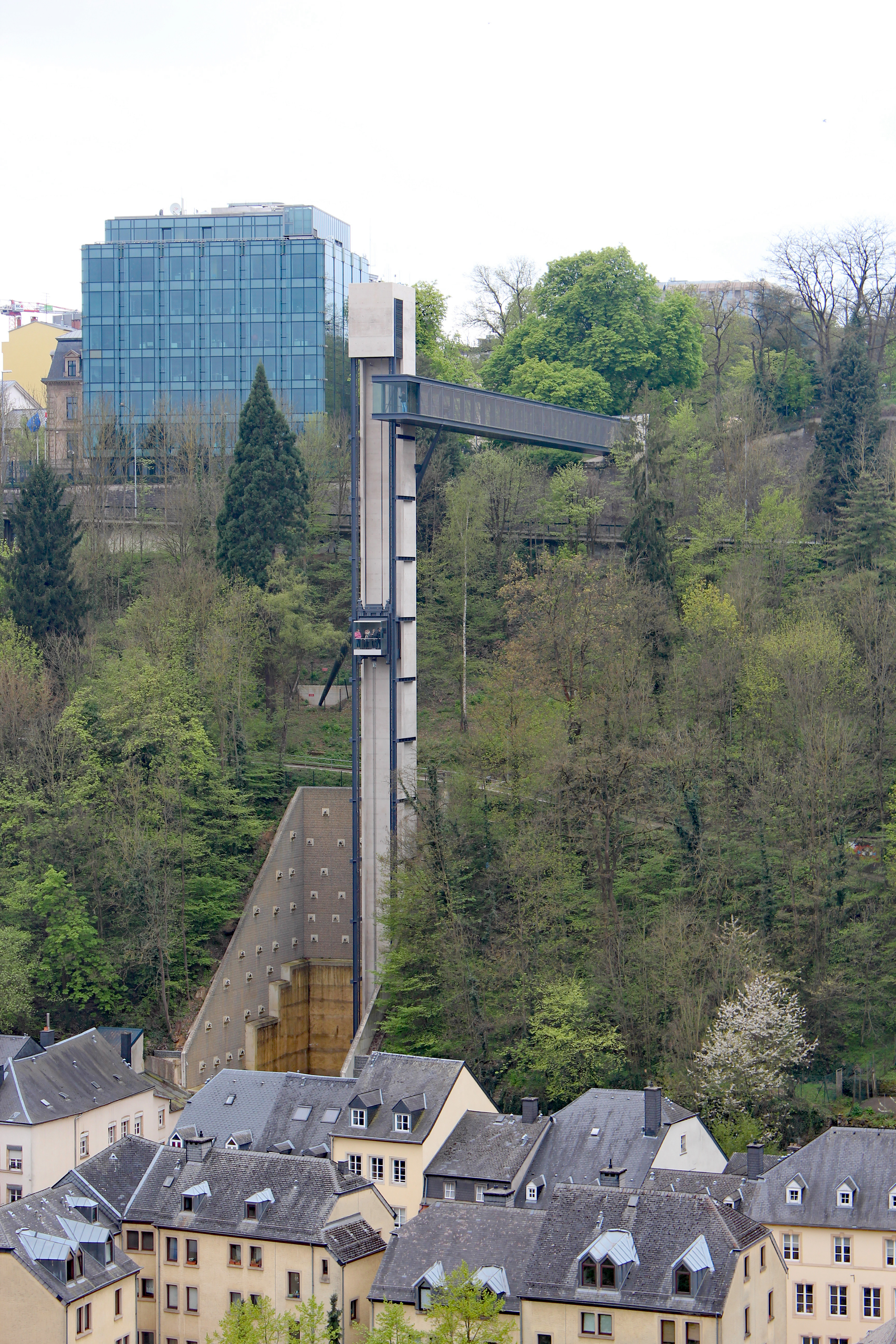
Aufzug Oberstadt – Pfaffenthal

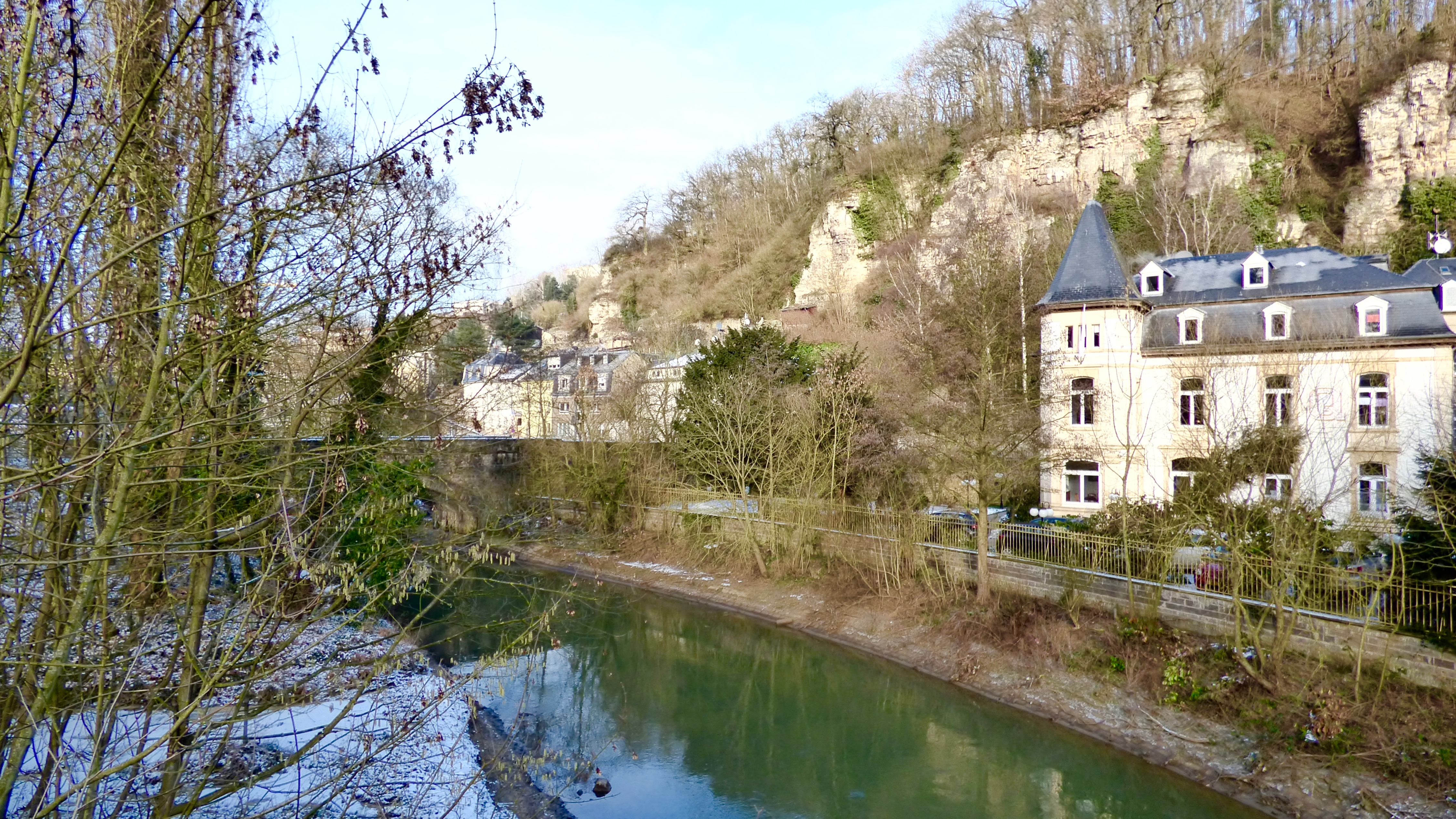
Pulvermühle

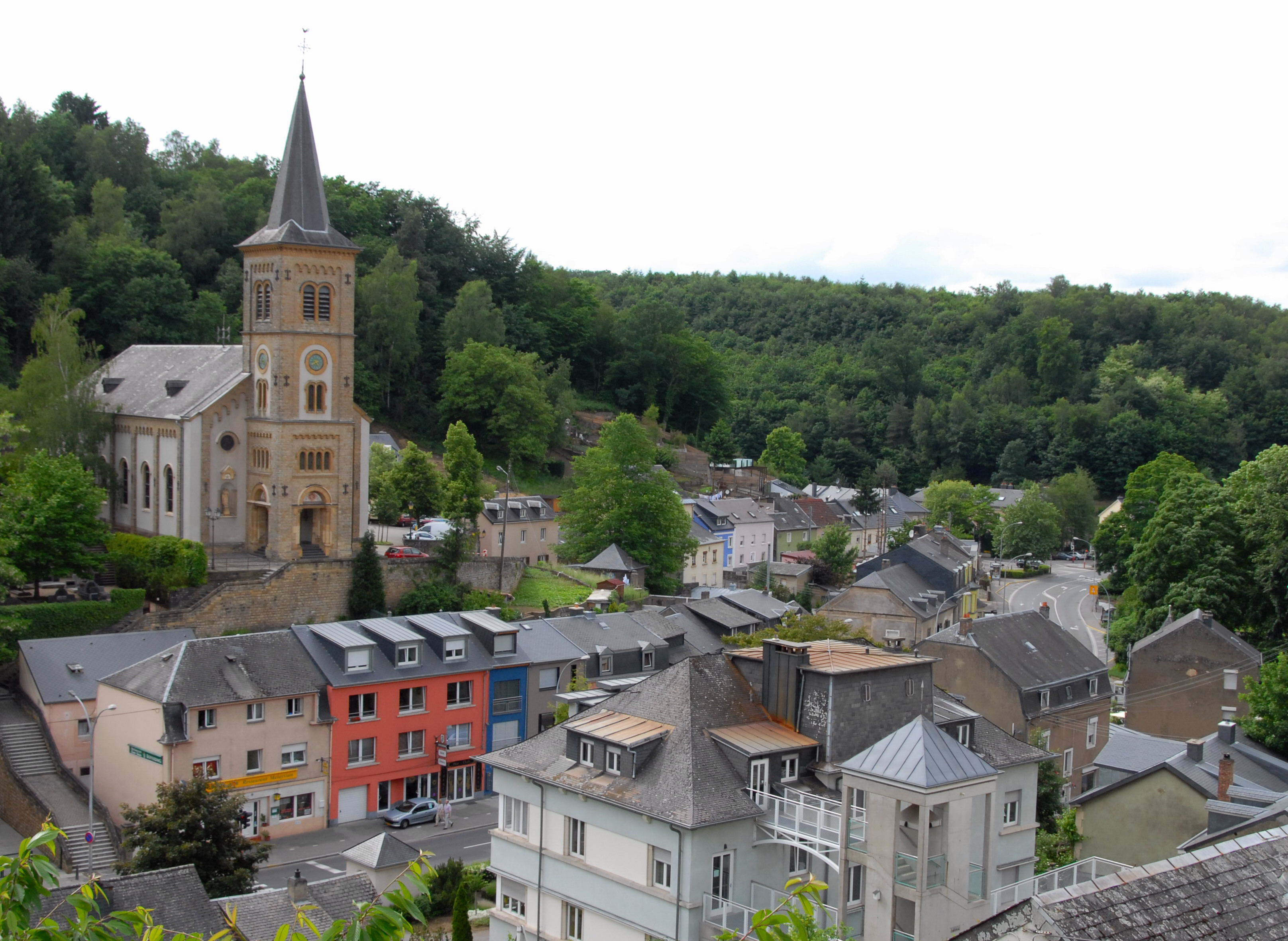
Rollingergrund

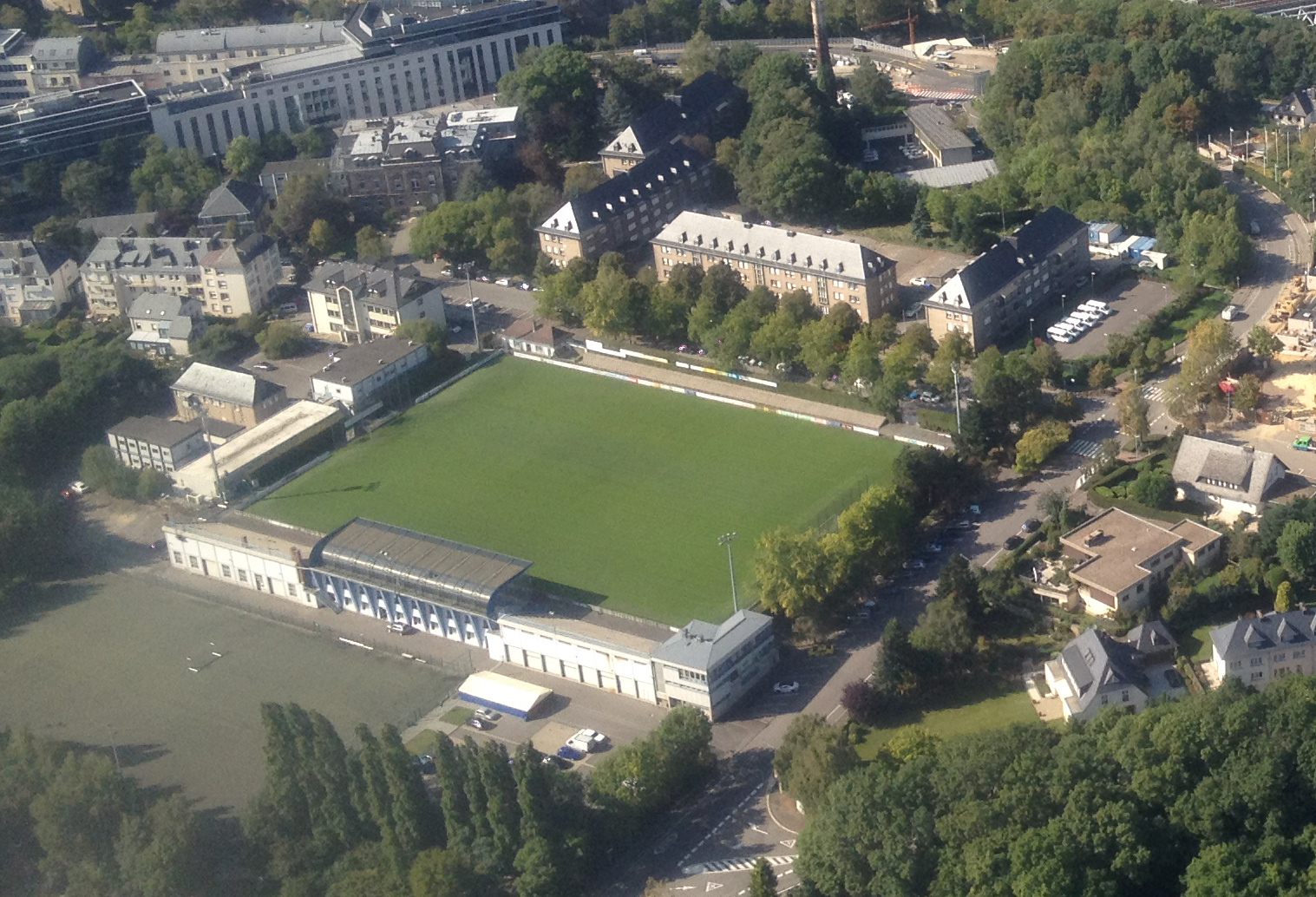
Verlorenkost

Die Liste der Stadtteile in der Stadt Luxemburg enthält die 24 Stadtteile (quartiers) der luxemburgischen Hauptstadt Luxemburg.
| Quartier                   | Einwohner | Fläche (ha) | Lage                               |
| -------------------------- | --------- | ----------- | ---------------------------------- |
| Beggen                     | 3.800     | 170,91      | Karte                              |
| Belair                     | 12.613    | 171,79      | Karte                              |
| Bonneweg-Nord/Verlorenkost | 4.700     | 67,76       | Karte                              |
| Bouneweg-Süd               | 13.550    | 239,01      | Karte                              |
| Cents                      | 6.389     | 173,10      | Karte                              |
| Clausen (Unterstadt)       | 1.060     | 36,06       | Karte                              |
| Dommeldingen               | 2.819     | 235,55      | Karte                              |
| Eich                       | 2.913     | 63,18       | Karte                              |
| Gasperich                  | 9.694     | 445,25      | Karte                              |
| Grund (Unterstadt)         | 1.030     | 30,03       | Karte                              |
| Hamm                       | 1.566     | 407,6       | Karte                              |
| Hollerich                  | 7.699     | 159,99      | Karte                              |
| Kirchberg                  | 8.746     | 336,82      | Karte                              |
| Limpertsberg               | 11.363    | 157,07      | Karte                              |
| Gare (Bahnhofsviertel)     | 11.895    | 105,25      | Karte                              |
| Ville Haute (Oberstadt)    | 3.544     | 105,89      | Karte                              |
| Merl                       | 6.398     | 242,79      | Karte                              |
| Mühlenbach                 | 2.470     | 311,13      | Karte                              |
| Neudorf/Weimershof         | 6.760     | 248,93      | Karte                              |
| Pfaffenthal (Unterstadt)   | 1.303     | 37,52       | Karte                              |
| Pulvermühle (Unterstadt)   | 382       | 24,82       | Karte                              |
| Rollingergrund             | 4.683     | 633,86      | Karte                              |
| Weimerskirch               | 2.414     | 110,50      | Karte                              |
| Zessingen                  | 4.927     | 657,79      | Karte                              |
| Summe Stadt Luxemburg      | 132.778   | 5.172,60    | Stadtteile nach Bevölkerungsdichte |